# Вортингтон (Кентаки)
Вортингтон (енгл. Worthington) град је у америчкој савезној држави Кентаки.

## Демографија
По попису из 2010. године број становника је 1.609, што је 64 (-3,8%) становника мање него 2000. године.
| Група             | 2000.         | 2010.         |
| Белци             | 1.645 (98,3%) | 1.566 (97,3%) |
| Афроамериканци    | 1 (0,1%)      | 1 (0,1%)      |
| Азијати           | 1 (0,1%)      | 16 (1,0%)     |
| Хиспаноамериканци | 13 (0,8%)     | 6 (0,4%)      |
| Укупно            | 1.673         | 1.609         |